# Haliwen Airport
Haliwen Airport är en flygplats i Indonesien.   Den ligger i provinsen Nusa Tenggara Timur, i den sydöstra delen av landet, 2 000 km öster om huvudstaden Jakarta. Haliwen Airport ligger 316 meter över havet.
Terrängen runt Haliwen Airport är kuperad åt nordväst, men åt sydost är den platt.Runt Haliwen Airport är det ganska tätbefolkat, med 60 invånare per kvadratkilometer. Närmaste större samhälle är Atambua, 3,7 km söder om Haliwen Airport. Omgivningarna runt Haliwen Airport är huvudsakligen savann.